# هری کلی
هری کلی (انگلیسی: Harry Clay; ۲۹ ژانویهٔ ۱۸۸۱ – ۹ اوت ۱۹۶۴) بازیکن فوتبال اهل بریتانیا بود.
از باشگاه‌هایی که در آن بازی کرده‌است می‌توان به باشگاه فوتبال بریستول سیتی اشاره کرد.